# Rio Gavião
Rio Gavião är ett vattendrag i Brasilien.   Det ligger i delstaten Bahia, i den östra delen av landet, 800 km öster om huvudstaden Brasília.
Omgivningarna runt Rio Gavião är huvudsakligen savann. Runt Rio Gavião är det glesbefolkat, med 18 invånare per kvadratkilometer.